# César David Menacho Flores
Cesar David Menacho Flores, destacado deportista boliviano de la especialidad de Tiro  que fue campeón suramericano en Medellín 2010.

## Trayectoria
La trayectoria deportiva de Cesar David Menacho Flores se identifica por su participación en los siguientes eventos nacionales e internacionales:

### Juegos Suramericanos
Fue reconocido su triunfo de ser el segundo deportista con el mayor número de medallas de la selección de  Bolivia en los juegos de Medellín 2010.

#### Juegos Suramericanos de Medellín 2010
Su desempeño en la novena edición de los juegos, se identificó por obtener un total de 4 medallas:

- , Medalla de oro: Tiro Trap Automátco Hombres
- , Medalla de oro: Tiro Deportivo Equipo Automático Trap Hombres
- , Medalla de bronce: Tiro Deportivo Trap Doble Hombres
- , Medalla de bronce: Tiro Deportivo Equipo Doble Trap Hombres